# L'Opéra gallois
L'Opéra gallois (en anglais : The Welsh Opera: or, the Grey Mare the Better Horse) est une pièce de Henry Fielding. Représentée pour la première fois le 22 avril 1731 à Haymarket, la pièce succède aux Écrivains publics et forme un tout avec La Tragédie des Tragédies. On en trouve une version améliorée dans L'Opéra de Grub-Street. 

## Personnages
- Scriblerus Secundus
- Madame Apshinken

## Thèmes
La pièce est est un hommage aux membres du Scriblerus club, en particulier à John Gay et à son œuvre la plus célèbre The Beggar's Opera. Fielding y ajoute également beaucoup d'éloges de la vie pastorale avec un éloge du rôti de bœuf et du tabac tout en se moquant de tout ce qui est étranger.